# 公民权 (政党)
公民权（葡萄牙語：Cidadania）是巴西的一个政党。该党成立于1992年3月19日，当时取名为社会主义人民党，由巴西的共产党改组而成。2019年9月19日，改用现名。该党的意识形态是社会自由主义、议会主义、联邦主义。该党的政治立场是中间。该党的主席是Comte Bittencourt。该党的总部位于巴西利亚。该党曾是圣保罗论坛的成员。